# Mistrzostwa Europy w Piłce Ręcznej Kobiet 2020 (eliminacje)
Kwalifikacje do Mistrzostw Europy w Piłce Ręcznej Kobiet 2020 miały na celu wyłonienie żeńskich reprezentacji narodowych w piłce ręcznej, które wystąpią w finałach tego turnieju.
Z powodu pandemii COVID-19 zaplanowane na marzec mecze trzeciej i czwartej kolejki zostały początkowo przeniesione na początek czerwca, pozostawiając zaplanowane na koniec maja rozegranie kolejek piątej i szóstej, ostatecznie jednak eliminacje zostały odwołane po rozegraniu dwóch rund drugiej fazy. Do turnieju finałowego awansowały drużyny, które uczestniczyły w Mistrzostwach Europy w Piłce Ręcznej Kobiet 2018 – zbiegiem okoliczności zespoły te znajdowały się na dwóch czołowych miejscach swoich grup eliminacyjnych po dwóch rozegranych rundach.

## Informacje ogólne
Turniej finałowy organizowanych przez EHF mistrzostw Europy odbędzie się w Danii i Norwegii w grudniu 2020 roku i weźmie w nim udział szesnaście drużyn. Automatycznie do mistrzostw zakwalifikowały się drużyny obu gospodarzy, pozostałe zaś rywalizowały o czternaście pozostałych miejsc. Zgłoszenia przyjmowane były przez EHF w okresie od 13 lutego – 13 marca 2019, a chęć udziału w tym turnieju wyraziło prócz gospodyń trzydzieści jeden reprezentacji, toteż konieczne okazało się zorganizowanie preeliminacji, w których wystąpiły cztery najniżej sklasyfikowane drużyny. Ich zwycięzca dołączył do pozostałej dwudziestki siódemki w zasadniczej fazie eliminacji, gdzie rywalizacja odbywała się w siedmiu czterozespołowych grupach, z których awans uzyskać miały dwa czołowe zespoły. Turniej preeliminacyjny rozegrano na przełomie maja i czerwca 2019 roku, zaś druga faza eliminacji została zaplanowana w sześciu meczowych terminach pomiędzy wrześniem 2019 roku a majem roku 2020.

## Zakwalifikowane zespoły
| Kraj       | Strefa kwalifikacyjna  | Mistrzostwa 2018 |
| ---------- | ---------------------- | ---------------- |
| Dania      | Gospodarz              | 8. miejsce       |
| Norwegia   | Gospodarz              | 5. miejsce       |
| Francja    | Uczestnictwo w ME 2018 | 1. miejsce       |
| Rosja      | Uczestnictwo w ME 2018 | 2. miejsce       |
| Holandia   | Uczestnictwo w ME 2018 | 3. miejsce       |
| Rumunia    | Uczestnictwo w ME 2018 | 4. miejsce       |
| Szwecja    | Uczestnictwo w ME 2018 | 6. miejsce       |
| Węgry      | Uczestnictwo w ME 2018 | 7. miejsce       |
| Czarnogóra | Uczestnictwo w ME 2018 | 9. miejsce       |
| Niemcy     | Uczestnictwo w ME 2018 | 10. miejsce      |
| Serbia     | Uczestnictwo w ME 2018 | 11. miejsce      |
| Hiszpania  | Uczestnictwo w ME 2018 | 12. miejsce      |
| Słowenia   | Uczestnictwo w ME 2018 | 13. miejsce      |
| Polska     | Uczestnictwo w ME 2018 | 14. miejsce      |
| Czechy     | Uczestnictwo w ME 2018 | 15. miejsce      |
| Chorwacja  | Uczestnictwo w ME 2018 | 16. miejsce      |

## Faza 1
Cztery najniżej sklasyfikowane drużyny spotkały się w fazie preeliminacyjnej rywalizując systemem kołowym w dniach 31 maja – 2 czerwca 2019 roku o jedno miejsce premiowane awansem do głównego turnieju eliminacyjnego. Losowanie praw do organizacji turnieju zostało przeprowadzone 20 marca 2019 roku, a uzyskana wówczas kolejność to: Izrael, Luksemburg, Finlandia i Grecja.
| 31 maja 201916:00 | Finlandia | 24:27(13:18) | Luksemburg | Filipio, Weria Widzów: 200 Sędzia: Mitrović, Kažanegra |
| 31 maja 201916:00 |           | 24:27(13:18) |            | Filipio, Weria Widzów: 200 Sędzia: Mitrović, Kažanegra |

| 31 maja 201918:30 | Izrael | 21:28(12:11) | Grecja | Filipio, Weria Widzów: 500 Sędzia: Rakytina, Tkachuk |
| 31 maja 201918:30 |        | 21:28(12:11) |        | Filipio, Weria Widzów: 500 Sędzia: Rakytina, Tkachuk |

| 1 czerwca 201916:00 | Luksemburg | 24:33(9:17) | Izrael | Filipio, Weria Widzów: 200 Sędzia: Rakytina, Tkachuk |
| 1 czerwca 201916:00 |            | 24:33(9:17) |        | Filipio, Weria Widzów: 200 Sędzia: Rakytina, Tkachuk |

| 1 czerwca 201918:00 | Grecja | 31:14(17:6) | Finlandia | Filipio, Weria Widzów: 750 Sędzia: Mitrović, Kažanegra |
| 1 czerwca 201918:00 |        | 31:14(17:6) |           | Filipio, Weria Widzów: 750 Sędzia: Mitrović, Kažanegra |

| 2 czerwca 201915:00 | Izrael | 26:26(17:10) | Finlandia | Filipio, Weria Widzów: 150 Sędzia: Mitrović, Kažanegra |
| 2 czerwca 201915:00 |        | 26:26(17:10) |           | Filipio, Weria Widzów: 150 Sędzia: Mitrović, Kažanegra |

| 2 czerwca 201917:30 | Grecja | 27:14(14:5) | Luksemburg | Filipio, Weria Widzów: 600 Sędzia: Rakytina, Tkachuk |
| 2 czerwca 201917:30 |        | 27:14(14:5) |            | Filipio, Weria Widzów: 600 Sędzia: Rakytina, Tkachuk |

Z kompletem zwycięstw w turnieju triumfowała drużyna gospodarzy, tym samym awansując do drugiej fazy eliminacji.

## Faza 2
W drugiej fazie odbędzie się właściwy turniej eliminacyjny z udziałem 28 reprezentacji podzielonych na siedem grup po cztery zespoły. Awans do turnieju finałowego ME uzyskają zwycięzcy grup oraz drużyny z drugiego miejsca. Mecze odbędą się w sześciu terminach:
- Runda 1: 25–26 września 2019
- Runda 2: 28–29 września 2019
- Runda 3: 25–26 marca 2020
- Runda 4: 27–28 marca 2020
- Runda 5: 27–28 maja 2020
- Runda 6: 31 maja 2020

Losowanie grup zostało zaplanowane na 4 kwietnia 2019 roku w Kopenhadze, a przeprowadzić je miały Trine Ostergaard, Linn Blohm, Sanna Solberg oraz Debbie Bont. Przed losowaniem drużyny zostały podzielone na cztery koszyki według rankingu EHF.
| Koszyk 1   |
| ---------- |
| Francja    |
| Holandia   |
| Rosja      |
| Szwecja    |
| Rumunia    |
| Czarnogóra |
| Niemcy     |

| Koszyk 2  |
| --------- |
| Serbia    |
| Czechy    |
| Węgry     |
| Hiszpania |
| Słowenia  |
| Polska    |
| Chorwacja |

| Koszyk 3           |
| ------------------ |
| Austria            |
| Białoruś           |
| Słowacja           |
| Turcja             |
| Macedonia Północna |
| Ukraina            |
| Włochy             |

| Koszyk 4         |
| ---------------- |
| Szwajcaria       |
| Islandia         |
| Portugalia       |
| Litwa            |
| Wyspy Owcze      |
| Kosowo           |
| Zwycięzca fazy 1 |

W wyniku transmitowanego w Internecie losowania wyłonionych zostało siedem grup.
| Grupa 1                 | Grupa 2    | Grupa 3  | Grupa 4    | Grupa 5            | Grupa 6   | Grupa 7     |
| ----------------------- | ---------- | -------- | ---------- | ------------------ | --------- | ----------- |
| Holandia                | Czarnogóra | Niemcy   | Rosja      | Szwecja            | Francja   | Rumunia     |
| Hiszpania               | Węgry      | Słowenia | Serbia     | Czechy             | Chorwacja | Polska      |
| Austria                 | Włochy     | Białoruś | Słowacja   | Macedonia Północna | Turcja    | Ukraina     |
| Grecja Zwycięzca fazy 1 | Litwa      | Kosowo   | Szwajcaria | Portugalia         | Islandia  | Wyspy Owcze |

### Grupa 1
| 26 września 201919:30 | Holandia | 32:24(13:13) | Austria | Indoor-Sportcentrum, Eindhoven Widzów: 5 000 Sędzia: Stokes, Bartlett |
| 26 września 201919:30 |          | 32:24(13:13) |         | Indoor-Sportcentrum, Eindhoven Widzów: 5 000 Sędzia: Stokes, Bartlett |

| 26 września 201920:30 | Hiszpania | 33:18(15:9) | Grecja | Palacio de los Juegos Mediterráneos, Almería Widzów: 3 310 Sędzia: Rauchs, Linster |
| 26 września 201920:30 |           | 33:18(15:9) |        | Palacio de los Juegos Mediterráneos, Almería Widzów: 3 310 Sędzia: Rauchs, Linster |

| 29 września 201917:00 | Grecja | 18:43(13:21) | Holandia | Municipal Sports Center Lefkovrisi, Kozani Widzów: 700 Sędzia: Simone, Monitillo |
| 29 września 201917:00 |        | 18:43(13:21) |          | Municipal Sports Center Lefkovrisi, Kozani Widzów: 700 Sędzia: Simone, Monitillo |

| 29 września 201920:25 | Austria | 22:28(8:14) | Hiszpania | BSFZ Südstadt, Maria Enzersdorf Widzów: 800 Sędzia: Lončar, Lončar |
| 29 września 201920:25 |         | 22:28(8:14) |           | BSFZ Südstadt, Maria Enzersdorf Widzów: 800 Sędzia: Lončar, Lončar |

### Grupa 2
| 25 września 201918:00 | Czarnogóra | 41:17(20:9) | Włochy | Sportski centar Ada, Pljevlja Widzów: 2 360 Sędzia: Mertinian, Syrepisios |
| 25 września 201918:00 |            | 41:17(20:9) |        | Sportski centar Ada, Pljevlja Widzów: 2 360 Sędzia: Mertinian, Syrepisios |

| 25 września 201919:00 | Węgry | 33:19(16:12) | Litwa | Érd Aréna, Érd Widzów: 1 900 Sędzia: Harabagiu, Stănescu |
| 25 września 201919:00 |       | 33:19(16:12) |       | Érd Aréna, Érd Widzów: 1 900 Sędzia: Harabagiu, Stănescu |

| 29 września 201916:00 | Litwa | 24:32(14:20) | Czarnogóra | Švyturys Arena, Kłajpeda Widzów: 500 Sędzia: Pétursson, Prastarson |
| 29 września 201916:00 |       | 24:32(14:20) |            | Švyturys Arena, Kłajpeda Widzów: 500 Sędzia: Pétursson, Prastarson |

| 29 września 201917:00 | Włochy | 10:30(4:16) | Węgry | PalaGeTur, Lignano Sabbiadoro Widzów: 800 Sędzia: Beulakker, Gilis |
| 29 września 201917:00 |        | 10:30(4:16) |       | PalaGeTur, Lignano Sabbiadoro Widzów: 800 Sędzia: Beulakker, Gilis |

### Grupa 3
| 25 września 201918:45 | Niemcy | 40:30(20:14) | Białoruś | HUK-Coburg Arena, Coburg Widzów: 1 837 Sędzia: Sá, Sá |
| 25 września 201918:45 |        | 40:30(20:14) |          | HUK-Coburg Arena, Coburg Widzów: 1 837 Sędzia: Sá, Sá |

| 26 września 201918:00 | Słowenia | 32:23(16:10) | Kosowo | Športna dvorana Ljudski Vrt, Maribor Widzów: 600 Sędzia: Duplii, Tkachuk |
| 26 września 201918:00 |          | 32:23(16:10) |        | Športna dvorana Ljudski Vrt, Maribor Widzów: 600 Sędzia: Duplii, Tkachuk |

| 29 września 201915:30 | Białoruś | 29:31(13:18) | Słowenia | Pałac Sportu, Mińsk Widzów: 2 000 Sędzia: Ivanović, Vujisić |
| 29 września 201915:30 |          | 29:31(13:18) |          | Pałac Sportu, Mińsk Widzów: 2 000 Sędzia: Ivanović, Vujisić |

| 29 września 201920:00 | Kosowo | 15:34(8:14) | Niemcy | Pallati i Rinise, Kulturës dhe Sportëve, Prisztina Widzów: 755 Sędzia: Jovchev, Yonchev |
| 29 września 201920:00 |        | 15:34(8:14) |        | Pallati i Rinise, Kulturës dhe Sportëve, Prisztina Widzów: 755 Sędzia: Jovchev, Yonchev |

### Grupa 4
| 25 września 201918:00 | Serbia | 35:23(17:11) | Szwajcaria | Hala sportova, Kraljevo Widzów: 2 000 Sędzia: Backović, Palačković |
| 25 września 201918:00 |        | 35:23(17:11) |            | Hala sportova, Kraljevo Widzów: 2 000 Sędzia: Backović, Palačković |

| 25 września 201919:30 | Rosja | 34:15(17:10) | Słowacja | Pałac Sportu, Rostów nad Donem Widzów: 2 956 Sędzia: Praštalo, Balvan |
| 25 września 201919:30 |       | 34:15(17:10) |          | Pałac Sportu, Rostów nad Donem Widzów: 2 956 Sędzia: Praštalo, Balvan |

| 29 września 201917:00 | Szwajcaria | 26:35(13:15) | Rosja | Mobiliar Arena, Muri bei Bern Widzów: 934 Sędzia: Bozhinovski, Nachevski |
| 29 września 201917:00 |            | 26:35(13:15) |       | Mobiliar Arena, Muri bei Bern Widzów: 934 Sędzia: Bozhinovski, Nachevski |

| 29 września 201917:00 | Słowacja | 26:27(11:10) | Serbia | Športová hala, Hlohovec Widzów: 1 184 Sędzia: Doychinov, Goretsov |
| 29 września 201917:00 |          | 26:27(11:10) |        | Športová hala, Hlohovec Widzów: 1 184 Sędzia: Doychinov, Goretsov |

### Grupa 5
| 25 września 201920:15 | Czechy | 31:20(13:11) | Portugalia | Sportovní hala UP, Ołomuniec Widzów: 700 Sędzia: Loshak, Shajbakov |
| 25 września 201920:15 |        | 31:20(13:11) |            | Sportovní hala UP, Ołomuniec Widzów: 700 Sędzia: Loshak, Shajbakov |

| 26 września 201919:00 | Szwecja | 35:26(20:13) | Macedonia Północna | Rosvalla, Nyköping Widzów: 1 815 Sędzia: Kull, Tint |
| 26 września 201919:00 |         | 35:26(20:13) |                    | Rosvalla, Nyköping Widzów: 1 815 Sędzia: Kull, Tint |

| 28 września 201916:30 | Portugalia | 19:38(7:15) | Szwecja | Pavilhão Desportivo, Tondela Widzów: 900 Sędzia: Fremstad, Pedersen |
| 28 września 201916:30 |            | 19:38(7:15) |         | Pavilhão Desportivo, Tondela Widzów: 900 Sędzia: Fremstad, Pedersen |

| 28 września 201918:00 | Macedonia Północna | 29:37(14:14) | Czechy | Centrum sportowe „Boris Trajkowski”, Skopje Widzów: 500 Sędzia: Bytyqi, Kasapi |
| 28 września 201918:00 |                    | 29:37(14:14) |        | Centrum sportowe „Boris Trajkowski”, Skopje Widzów: 500 Sędzia: Bytyqi, Kasapi |

### Grupa 6
| 25 września 201918:00 | Chorwacja | 29:8(14:3) | Islandia | Dvorana Gradski vrt, Osijek Widzów: 1 500 Sędzia: Chrzan, Janas |
| 25 września 201918:00 |           | 29:8(14:3) |          | Dvorana Gradski vrt, Osijek Widzów: 1 500 Sędzia: Chrzan, Janas |

| 25 września 201920:00 | Francja | 38:17(15:9) | Turcja | Coliséum, Amiens Widzów: 2 700 Sędzia: Weijmans, Wolbertus |
| 25 września 201920:00 |         | 38:17(15:9) |        | Coliséum, Amiens Widzów: 2 700 Sędzia: Weijmans, Wolbertus |

| 29 września 201916:00 | Islandia | 17:23(10:13) | Francja | Íþróttamiðstöð Haukar, Hafnarfjörður Widzów: 901 Sędzia: Nygaard, Pedersen |
| 29 września 201916:00 |          | 17:23(10:13) |         | Íþróttamiðstöð Haukar, Hafnarfjörður Widzów: 901 Sędzia: Nygaard, Pedersen |

| 29 września 201918:00 | Turcja | 21:30(8:16) | Chorwacja | Porsuk Spor Salonu, Eskişehir Widzów: 1 300 Sędzia: Xhema, Jahja |
| 29 września 201918:00 |        | 21:30(8:16) |           | Porsuk Spor Salonu, Eskişehir Widzów: 1 300 Sędzia: Xhema, Jahja |

### Grupa 7
| 25 września 201918:30 | Rumunia | 27:24(15:12) | Ukraina | Sala Sporturilor Dumitru Popescu Colibași, Braszów Widzów: 2 700 Sędzia: Panayides, Andreou |
| 25 września 201918:30 |         | 27:24(15:12) |         | Sala Sporturilor Dumitru Popescu Colibași, Braszów Widzów: 2 700 Sędzia: Panayides, Andreou |

| 25 września 201920:30 | Polska | 28:16(12:8) | Wyspy Owcze | Hala Widowiskowo-Sportowa, Kwidzyn Widzów: 1 500 Sędzia: Butskevich, Butskevich |
| 25 września 201920:30 |        | 28:16(12:8) |             | Hala Widowiskowo-Sportowa, Kwidzyn Widzów: 1 500 Sędzia: Butskevich, Butskevich |

| 28 września 201919:00 | Ukraina | 26:27(14:14) | Polska | Pałac Sportu, Kijów Widzów: 2 200 Sędzia: Pandžić, Mošorinski |
| 28 września 201919:00 |         | 26:27(14:14) |        | Pałac Sportu, Kijów Widzów: 2 200 Sędzia: Pandžić, Mošorinski |

| 29 września 201917:00 | Wyspy Owcze | 20:25(12:11) | Rumunia | Høllin á Hálsi, Thorshavn Widzów: 635 Sędzia: Smailagic, Smailagic |
| 29 września 201917:00 |             | 20:25(12:11) |         | Høllin á Hálsi, Thorshavn Widzów: 635 Sędzia: Smailagic, Smailagic |